# Johann Oberleitner
Johann Oberleitner (* 2. April 1894 in Traunstein bei Gmunden; † 15. Dezember 1957 in Linz) war ein österreichischer Historiker, Archäologe und Museumsleiter.

## Leben
Nach Absolvierung des Gymnasiums Petrinum Linz studierte Oberleitner an der Universität Graz Geschichte und klassische Archäologie. 1923 wurde er Bibliothekar am Oberösterreichischen Landesmuseums, 1947 Vizedirektor.
Nach dem Abgang von Franz Pfeffer wurde Oberleitner 1952 kommissarischer Leiter und ab 1955 bis zu seinem Tod Direktor des Oberösterreichischen Landesmuseums.
Oberleiter verfasste einige wissenschaftliche Beiträge und trug zum Ausbau der Grafischen Sammlung des Oberösterreichischen Landesmuseums wesentlich bei. Er förderte maßgeblich die Errichtung des Linzer Schlossmuseums, die jedoch erst nach seinem Tod realisiert wurde.